# Please: PopHeart Live EP
Please: PopHeart Live EP é um EP de músicas ao vivo da banda de rock irlandesa U2. O EP inclui quatro faixas ao vivo, durante a Popmart Tour, e foi liberado para a final da segunda etapa da turnê, em 8 e 9 de setembro de 1997. Duas das quatro músicas do lançamento foram do mais recente álbum de estúdio até aquele momento, Pop (1997), e as outras duas faixas foram do outro álbum de estúdio, The Joshua Tree (1987), sendo que ambos foram lançados dez anos de diferença. Este lançamento foi o primeiro EP do U2 desde Wide Awake in America (1985).
Apesar do título, esta versão não foi a única canção do U2, "Please", que na verdade não foi liberado até dois meses depois. O EP foi lançado na maioria das regiões, exceto nos Estados Unidos, na qual suas quatro faixas foram finalmente incluídos no single "Please", lançado dois meses depois.
A fotografia da capa do álbum foi tomada pela banda, o cenógrafo Willie Williams, e apresenta uma imagem de um arco na fase Popmart, com imagens de obras de arte do artista gráfico Keith Haring na tela LED de vídeo.